# Schinkel-Tabernakel von Bellwitzhof
Der Schinkel-Tabernakel von Bellwitzhof aus Fer de Berlin gehörte zu einem Netzwerk von Denkmälern für die Gefallenen der Befreiungskriege, die der König Friedrich Wilhelm III. stiftete. Es stand in Bellwitzhof (polnisch Bielowice) ca. 10 km südlich von Liegnitz.

## Beschreibung
Das Denkmal für die siegreichen Schlachten gegen Napoleon wurde in Form eines gotischen Tabernakels 1817–18 durch die Königlich Preußische Eisengießerei gestaltet. Das Denkmal ist ca. 6 m hoch und 3,5 t schwer. Bekrönt wird es von einem Eisernen Kreuz, dessen Gestaltung, z. B. als Orden, auch auf Karl Friedrich Schinkel zurückgeht. Das Epitaph ist bewusst schlicht gewählt:
Die gefallenen

Helden ehrt dank-

bar König und

Vaterland.

Sie ruhn

in Frieden.

Katzbach

den 26 ten August 1813.

## Geschichte
Am 26. August 1817, vier Jahre nach der Schlacht, war das Monument in Erinnerung an die Schlacht an der Katzbach im Beisein von Gebhard Leberecht von Blücher, Ludwig Yorck von Wartenburg und August Neidhardt von Gneisenau auf der Christianshöhe in Bellwitzhof (polnisch: Bielowice) ca. 10 km südlich von Liegnitz aufgestellt worden. In der Nähe des Denkmals errichtete man ein kleines Invalidenhaus, wo zwei Kriegsinvaliden frei wohnen durften, die das Denkmal pflegten. 1945 wurde das Denkmal durch polnische Pioniere entfernt. Heute existieren lediglich Sockelreste sowie Trümmer des Invalidenhauses.

## Bilder

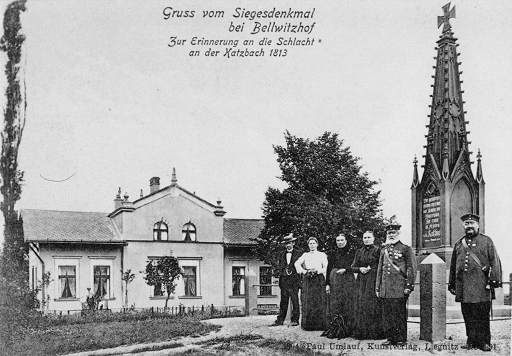
Schinkel-Tabernakel von Bellwitzhof mit den Einwohnern
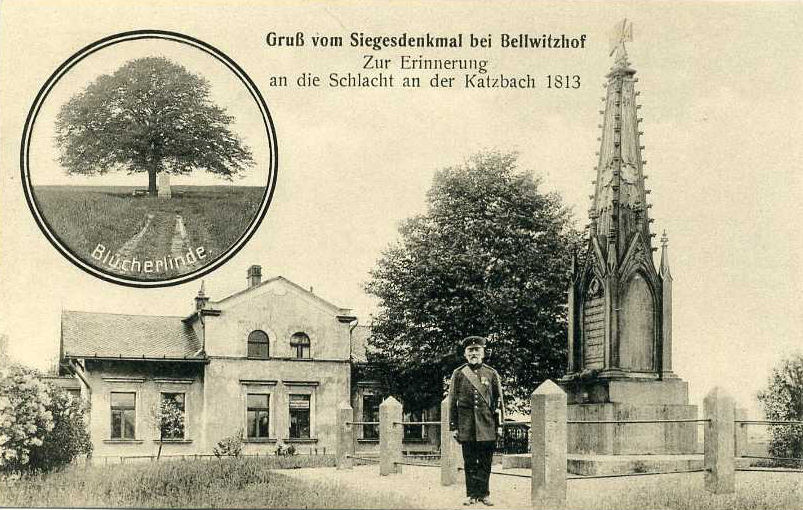
Schinkel-Tabernakel von Bellwitzhof mit den Veteranen
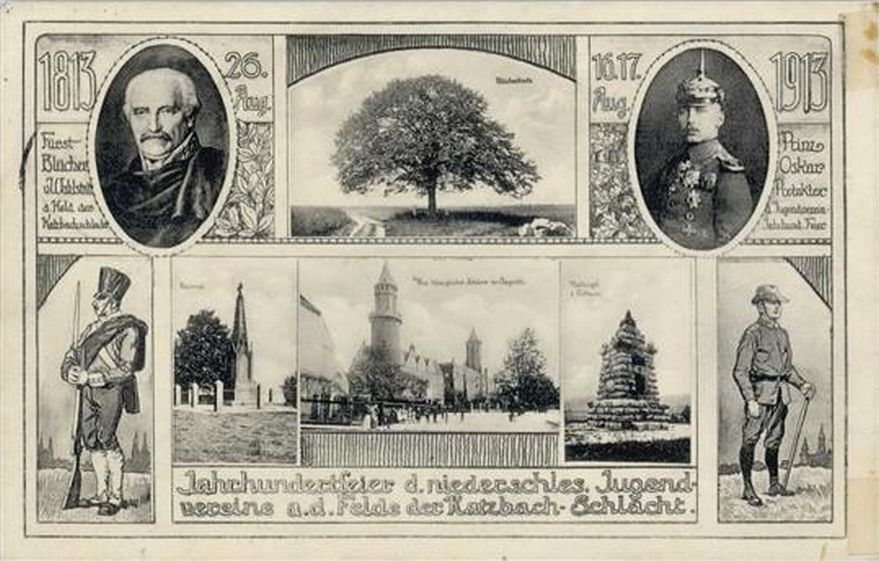
Schinkel-Tabernakel von Bellwitzhof zur Jahrhundertfeier 1913
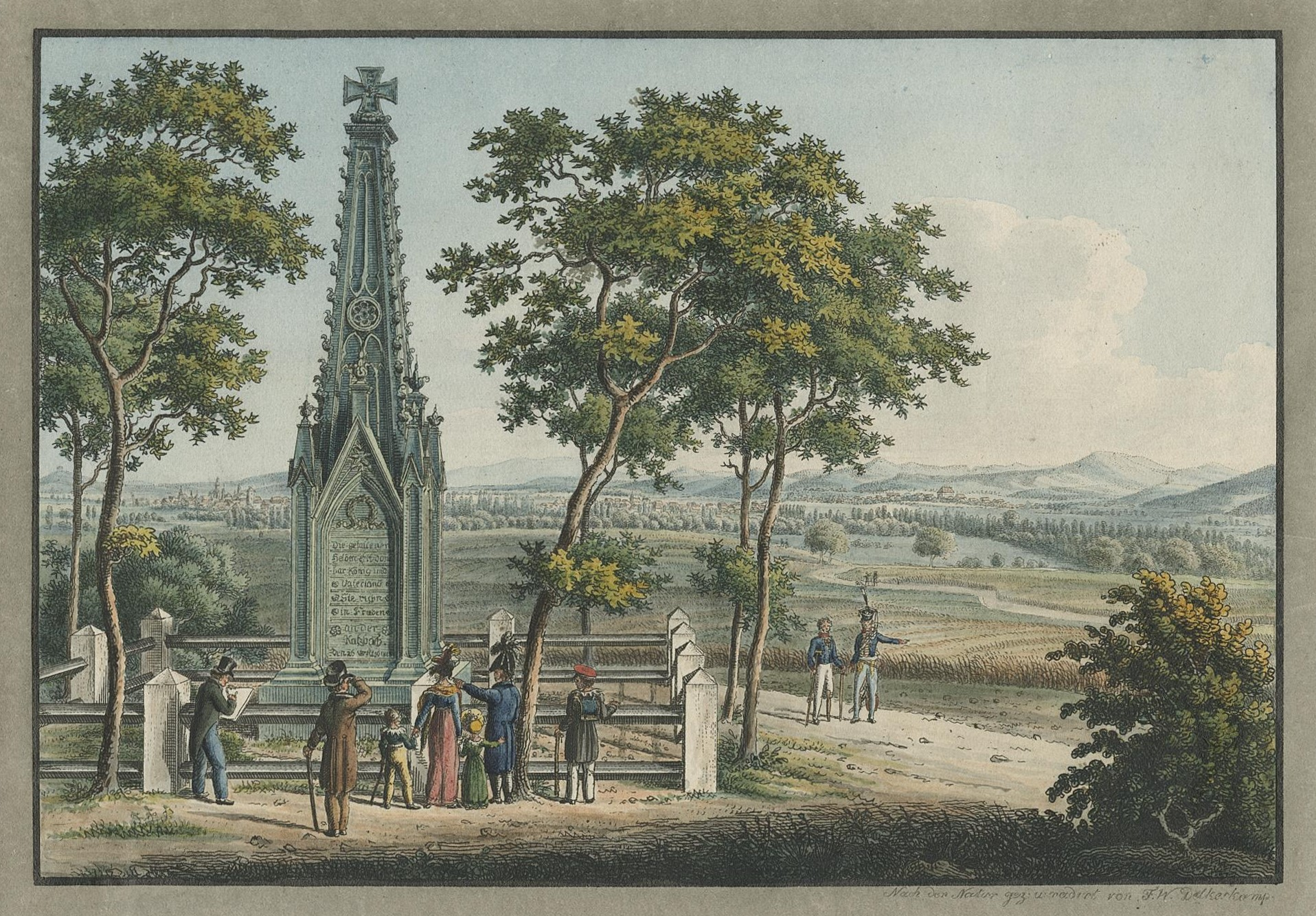
Radierung von Friedrich Wilhelm Delkeskamp